# Sijara Eubanks
Sijara Jihan Eubanks (Springfield, Massachusetts, Estados Unidos, 27 de abril de 1985) es una artista marcial mixta estadounidense que compite en la división de peso gallo de Ultimate Fighting Championship.

## Primeros años
Nació y creció en Springfield, Massachusetts, y se graduó en la Escuela Superior de Comercio. Estudió en la Universidad Estatal Morgan. Comenzó a entrenar jiu-jitsu brasileño bajo la dirección de Lloyd Irvin en 2008 y, para ampliar su repertorio de artes marciales mixtas, se inició posteriormente en el boxeo y otras disciplinas. Compitió en jiu-jitsu, ganando la división Absoluta Femenina No-Gi Avanzada en las finales del Campeonato Mundial de Grapplers Quest de 2011 y el Campeonato Mundial de la IBJJF como cinturón marrón en 2014.

## Carrera en las artes marciales mixtas

### Inicios
Tras un récord invicto en MMA como amateur, se hizo profesional en abril de 2015.

### Invicta FC
Se enfrentó a Gina Begley el 24 de abril de 2015 en Invicta FC 12. Ganó el combate por TKO en el primer asalto.
Se enfrentó a Katlyn Chookagian el 31 de octubre de 2015 en Cage Fury FC 52. Perdió el combate por decisión unánime.
Se enfrentó a AmberLynn Orr el 29 de julio de 2016 en Invicta FC 18. Ganó el combate por TKO en el primer asalto.
Se enfrentó a Aspen Ladd el 14 de enero de 2017 en Invicta FC 21. Perdió el combate por decisión unánime.

### The Ultimate Fighter
En agosto de 2017 se anunció que sería una de las luchadoras que aparecerían en The Ultimate Fighter 26, donde tendrá lugar el proceso para coronar a la campeona inaugural de las 125 libras de la UFC.
En la primera ronda, derrotó a Maia Stevenson por sumisión en el segundo asalto, lo que le permitió pasar a la siguiente fase de la competición. En los cuartos de final se enfrentó a DeAnna Bennett y ganó el combate por KO en el primer asalto. En las semifinales se enfrentó a Roxanne Modafferi. Ganó el combate por decisión unánime.

### Ultimate Fighting Championship
Se esperaba que se enfrentara a Nicco Montaño el 1 de diciembre de 2017 en The Ultimate Fighter 26 Finale por el título inaugural de peso mosca femenino de la UFC. Se retiró del combate por un fallo renal mientras intentaba hacer el peso y fue sustituida por Roxanne Modafferi.
Debutó en la UFC contra Lauren Murphy el 1 de junio de 2018 en UFC Fight Night: Rivera vs. Moraes. Ganó el combate por decisión unánime.
Se esperaba que se enfrentara a Valentina Shevchenko por el vacante Campeonato Femenino de Peso Mosca de la UFC el 3 de noviembre de 2018 en UFC 230. Sin embargo, el combate fue cancelado el 9 de octubre de 2018 después de que la UFC anunciara que un combate entre Daniel Cormier y Derrick Lewis sería en cambio el evento principal de UFC 230 y que Shevchenko también volvería a su combate original por el vacante campeonato contra Joanna Jędrzejczyk en UFC 231. Permaneció en la cartelera y se enfrentó a Roxanne Modafferi. En el pesaje, pesó 127.2 libras, 1.2 libras por encima del límite de peso mosca de 126, y fue multada con el 20% de su bolsa, que fue a parar a su oponente Mondafferi. Ganó el combate por decisión unánime.
Se enfrentó a Aspen Ladd el 18 de mayo de 2019 en UFC Fight Night: dos Anjos vs. Lee. Perdió el combate por decisión unánime. Este combate le valió el premio a la Pelea de la Noche.
Se enfrentó a Bethe Correia el 21 de septiembre de 2019 en UFC Fight Night: Rodríguez vs. Stephens. Perdió el combate por decisión unánime.
Se esperaba que se enfrentara a Sarah Moras el 18 de abril de 2020 en UFC 249. Sin embargo, el 9 de abril, el presidente de la UFC, Dana White, anunció que este evento fue pospuesto y reprogramado para el 13 de mayo de 2020 en UFC Fight Night: Smith vs. Teixeira. Ganó el combate por decisión unánime.
Se esperaba que se enfrentara a Macy Chiasson el 5 de septiembre de 2020 en UFC Fight Night: Overeem vs. Sakai. Sin embargo, Chiasson se retiró del combate por razones médicas no reveladas y fue sustituida por Karol Rosa. Rosa se retiró el 3 de septiembre debido a complicaciones relacionadas con su corte de peso. Compitió una semana después contra Julia Avila el 12 de septiembre de 2020 en UFC Fight Night: Waterson vs. Hill> Ganó el combate por decisión unánime.
Se enfrentó a Ketlen Vieira el 27 de septiembre de 2020 en UFC 253. Perdió el combate por decisión unánime.
Se enfrentó a Pannie Kianzad el 19 de diciembre de 2020 en UFC Fight Night: Thompson vs. Neal. Perdió el combate por decisión unánime.
Se esperaba que se enfrentara a Karol Rosa el 12 de junio de 2021 en UFC 263. Sin embargo, Rosa se retiró del combate a finales de mayo citando una lesión. A su vez, fue retirada de la cartelera y en su lugar se enfrentó a la recién llegada a la promoción Elise Reed el 24 de julio de 2021 en UFC on ESPN: Sandhagen vs. Dillashaw en su lugar. Ganó el combate por TKO en el primer asalto.
Se esperaba que se enfrentara a Luana Carolina el 16 de octubre de 2021 en UFC Fight Night: Ladd vs. Dumont. A su vez, fue retirada del evento debido al protocolo COVID-19 y fue sustituida por Lupita Godinez.
Se enfrentó a Melissa Gatto el 18 de diciembre de 2021 en UFC Fight Night: Lewis vs. Daukaus. En el pesaje, pesó 127.5 libras, 1.5 libras por encima del límite del combate de peso mosca sin título. El combate se desarrolló en un peso acordado. Perdió el combate por TKO en el tercer asalto.
Se esperaba que se enfrentara a Maryna Moroz el 9 de julio de 2022 en UFC on ESPN: dos Anjos vs. Fiziev. Sin embargo, el combate fue trasladado para el 17 de septiembre de 2022 en UFC Fight Night: Sandhagen vs. Song por razones no reveladas.

## Campeonatos y logros
- Ultimate Fighting Championship
  - Pelea de la Noche (una vez) vs. Aspen Ladd[31]

## Vida personal
Es una atleta abiertamente lesbiana que se graduó en la Escuela Superior de Comercio y luego fue a la Universidad Estatal Morgan.
En febrero de 2021 fue objeto de críticas por parte de muchos aficionados a las MMA y de los medios de comunicación después de que se publicara un vídeo en su cuenta de Twitter en el que se le veía en un enfrentamiento físico con su antigua pareja, Lilly Ruiz, delante de su hijo. En un comunicado publicado en su cuenta de Instagram, afirmó que había sido víctima de violencia doméstica y negó cualquier afirmación de que hubiera abusado de alguna pareja. No se presentaron cargos.

## Récord en artes marciales mixtas
| Resultado | Récord | Oponente          | Método                             | Evento                                  | Fecha                    | Ronda | Tiempo | Localización                | Notas                                                                |
| --------- | ------ | ----------------- | ---------------------------------- | --------------------------------------- | ------------------------ | ----- | ------ | --------------------------- | -------------------------------------------------------------------- |
| Derrota   | 7-7    | Melissa Gatto     | TKO (patada al cuerpo y puñetazos) | UFC Fight Night: Lewis vs. Daukaus      | 18 de diciembre de 2021  | 3     | 0:45   | Las Vegas, Nevada           | Combate de peso acordado (127.5 libras); Eubanks no alcanzó el peso. |
| Victoria  | 7-6    | Elise Reed        | TKO (puñetazos)                    | UFC on ESPN: Sandhagen vs. Dillashaw    | 24 de julio de 2021      | 1     | 3:49   | Las Vegas, Nevada           | Combate de peso mosca.                                               |
| Derrota   | 6-6    | Pannie Kianzad    | Decisión (unánime)                 | UFC Fight Night: Thompson vs. Neal      | 19 de diciembre de 2020  | 3     | 5:00   | Las Vegas, Nevada           |                                                                      |
| Derrota   | 6-5    | Ketlen Vieira     | Decisión (unánime)                 | UFC 253                                 | 27 de septiembre de 2020 | 3     | 5:00   | Abu Dhabi                   |                                                                      |
| Victoria  | 6-4    | Julia Avila       | Decisión (unánime)                 | UFC Fight Night: Waterson vs. Hill      | 12 de septiembre de 2020 | 3     | 5:00   | Las Vegas, Nevada           |                                                                      |
| Victoria  | 5-4    | Sarah Moras       | Decisión (unánime)                 | UFC Fight Night: Smith vs. Teixeira     | 13 de mayo de 2020       | 3     | 5:00   | Jacksonville, Florida       |                                                                      |
| Derrota   | 4-4    | Bethe Correia     | Decisión (unánime)                 | UFC Fight Night: Rodríguez vs. Stephens | 21 de septiembre de 2019 | 3     | 5:00   | Ciudad de México            |                                                                      |
| Derrota   | 4-3    | Aspen Ladd        | Decisión (unánime)                 | UFC Fight Night: dos Anjos vs. Lee      | 18 de mayo de 2019       | 3     | 5:00   | Rochester, Nueva York       | Regreso al peso gallo. Pelea de la Noche.                            |
| Victoria  | 4-2    | Roxanne Modafferi | Decisión (unánime)                 | UFC 230                                 | 3 de noviembre de 2018   | 3     | 5:00   | Nueva York                  | Combate de peso acordado (127.2 libras); Eubanks no alcanzó el peso. |
| Victoria  | 3-2    | Lauren Murphy     | Decisión (unánime)                 | UFC Fight Night: Rivera vs. Moraes      | 1 de junio de 2018       | 3     | 5:00   | Utica, Nueva York           | Regreso al peso mosca.                                               |
| Derrota   | 2-2    | Aspen Ladd        | Decisión (unánime)                 | Invicta FC 21: Anderson vs. Tweet       | 14 de enero de 2017      | 3     | 5:00   | Kansas City, Misuri         |                                                                      |
| Victoria  | 2-1    | Amber Lynn        | TKO (puñetazos y codazos)          | Invicta FC 18: Grasso vs. Esquibel      | 29 de julio de 2016      | 1     | 4:41   | Kansas City, Misuri         | Regreso al peso gallo.                                               |
| Derrota   | 1-1    | Katlyn Chookagian | Decisión (unánime)                 | Cage Fury Fighting Championships 52     | 31 de octubre de 2015    | 3     | 5:00   | Atlantic City, Nueva Jersey | Debut en el peso mosca.                                              |
| Victoria  | 1-0    | Gina Begley       | TKO (puñetazos)                    | Invicta FC 12: Kankaanpää vs. Souza     | 24 de abril de 2015      | 1     | 4:59   | Kansas City, Misuri         | Debut en el peso gallo.                                              |

## Vida personal
Eubanks es abiertamente lesbiana.